# Кюхлер, Георг фон
Георг Карл Фридрих Вильгельм фон Кю́хлер (нем. Georg Karl Friedrich Wilhelm von Küchler, 30 мая 1881 года — 25 мая 1968 года) — немецкий военачальник, генерал-фельдмаршал (1942), участник Второй мировой войны. Участвовал в Польской кампании и Французской кампании, с 17 января 1942 года возглавлял Группу армий «Север» и руководил осадой Ленинграда; был осуждён как военный преступник.

## Биография

### Начало карьеры

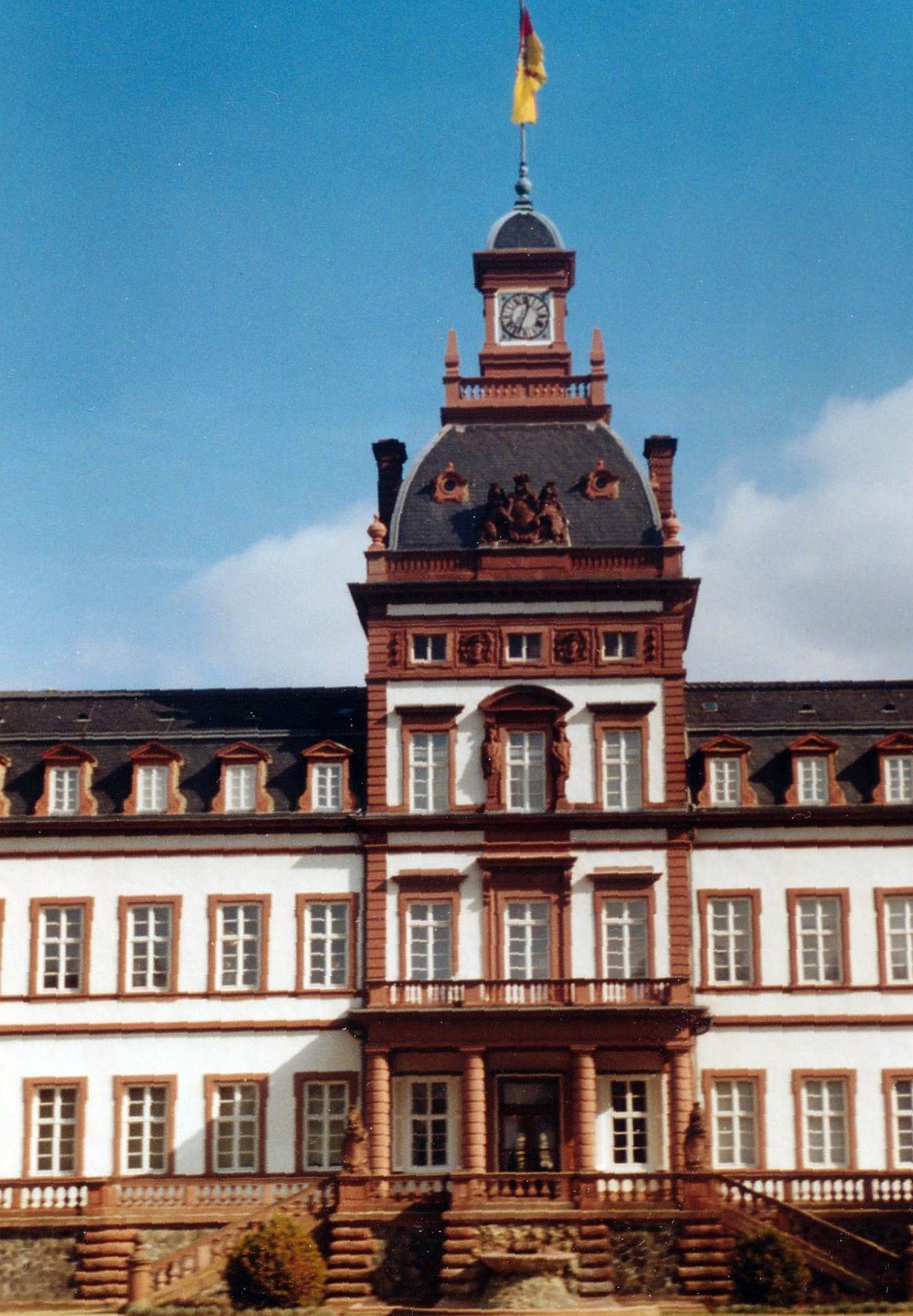
Замок Филиппсруэ

Кюхлер родился в замке Филиппсруэ (недалеко от Ханау, Гессен-Нассау) в старинной прусской юнкерской семье и получил образование в кадетском корпусе. В марте 1900 года Кюхлер в звании фанен-юнкера (кандидат в офицеры) вступил в 25-й полк полевой артиллерии Имперской армии. В августе 1901 произведён в лейтенанты. В полку служил до 1907 года, после чего был переведён в кавалерийское училище в Ганновере. В 1910—1913 годах обер-лейтенант Кюхлер учился в академии Генерального штаба. По окончании академии служил в топографическом отделе Генерального штаба.

### Первая мировая война
Участник Первой мировой войны. В октябре 1914 года Кюхлер произведён в капитаны и назначен командиром батареи 9-го резервного артиллерийского полка. В ноябре 1914 года награждён Железным крестом 2-й степени, в январе 1915 года — 1-й степени. С января 1915 года до лета 1916 года служил в штабах 4-го, затем 13-го армейских корпусов. Затем — начальник оперативного отдела штабов 206-й пехотной, потом 9-й резервной дивизий. Награждён ещё пятью орденами.

### Между мировыми войнами
С декабря 1918 года по октябрь 1919 года капитан Кюхлер служил в штабе немецкого легиона «Курляндия». Затем был преподавателем тактики в Мюнхенском военном училище, потом в штабе 1-го армейского корпуса в Кёнигсберге.
С октября 1921 года — в военном министерстве (департамент подготовки войск), до 1932 года служил на разных должностях (в военном министерстве и в военных училищах). В 1924 году Кюхлер произведён в майоры, в 1929 — в подполковники, в 1931 — полковники.
С октября 1932 года по октябрь 1934 года — начальник артиллерии 1-го военного округа (Кёнигсберг). В апреле 1934 получил звание генерал-майора. Затем командовал 1-й пехотной дивизией, потом назначен инспектором военно-учебных заведений (Inspekteur der Kriegsschulen). В декабре 1935 произведён в генерал-лейтенанты.
С августа 1936 года по апрель 1937 года — заместитель председателя Имперского Военного Трибунала.
В апреле 1937 года Кюхлер назначен командующим 1-м военным округом и 1-м армейским корпусом (сменил Вальтера фон Браухича) и получил чин генерала артиллерии. 1-й корпусной округ (Третий рейх) располагался на территории Восточной Пруссии с центром в Кёнигсберге и с трёх сторон был окружён Польшей. В 1938—1939 годах являлся командующим 6-го военного округа.
В марте 1939 года Германия потребовала от Литвы передачи Мемеля (Клайпеды) (Мемель до 1920 года принадлежал Германской империи). Литва поддалась давлению, и части Кюхлера без боёв оккупировали город.

### Вторая мировая война

#### Польская и Французская кампании
После начала Польской кампании находившиеся под командованием Кюхлера войска были собраны в 3-ю армию (8 дивизий, в том числе 1 моторизированная дивизия СС (Принципиальным различием моторизованной пехоты и механизированной пехоты считается наличие у последней бронированных боевых машин имеющих вооружение, позволяющее вести бой с противником)). Перед армией, базировавшейся в Восточной Пруссии, стояла задача прорвать оборону на участке Нарев — Западный Буг и наступать на Варшаву, после чего вместе с 10-й армией окружить польские соединения, расположенные на северо-западе. По плану 3 сентября 3-я армия в битве под Млавой нанесла поражение польской армии «Модлин» под командованием бригадного генерала Эмиля Круковича-Пшеджимирского. Форсировав Нарев, 3-я армия вышла к Варшаве, обошла её с востока и замкнула кольцо окружения. После падения Варшавы входившая в состав 3-й армии 10-я танковая дивизия направилась на восток, где участвовала в занятии Бреста, который пал ровно в тот день, когда к нему с другой стороны подошли советские войска.
За Польскую кампанию Кюхлер награждён планками к Железным крестам (повторное награждение) и Рыцарским крестом.
После завершения Польской кампании войска Кюхлера были отправлены на запад. Его 18-я армия входила в Группу армий «Б» (нем. «B», командующий Федор фон Бок) и включала 7 дивизий, в том числе одну танковую и одну моторизованную, и полк СС «Адольф Гитлер», и поддерживалась с воздуха авиацией. Задачей Группы армий «Б» было вторжение в нейтральные Бельгию и Нидерланды. Граница была перейдена 10 мая 1940 года, к 15 мая 18-я армия заняла Роттердам и Гаагу. Таким образом, Нидерланды были оккупированы за пять дней. После этого Кюхлер двинул 18-ю армию в Бельгию, где уже вела бои группа армий под командованием фон Рундштедта. 18 мая Кюхлер взял Антверпен. Затем, пока основные силы немецкой армии вели наступление на юг, он завершал операцию по окружению французских и британских войск в Северной Франции (наступление на Дюнкерк). После эвакуации британских войск 18-я армия была переброшена на юг, в направлении Парижа. После того, как французы оставили город, 14 июня 1940 года 18-я армия без боя вошла в столицу. Самого Кюхлера иногда называли «покорителем Парижа».
По результатам кампаний в Польше и Франции Кюхлер был произведён в июле 1940 в генерал-полковники (нем. Generaloberst).

#### Группа армий «Север»

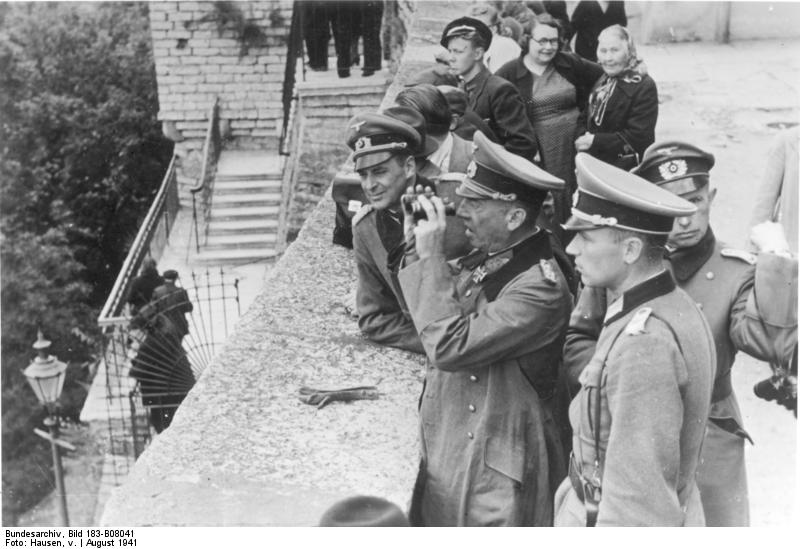
Георг фон Кюхлер на Восточном фронте. Таллин, август 1941 г.

В начале Великой Отечественной войны 18-я армия, которой продолжал командовать Кюхлер, входила в Группу армий «Север» генерал-фельдмаршала Вильгельма фон Лееба. По плану «Барбаросса» Группа армий «Север» должна была захватить Прибалтику и (вместе с финскими войсками) Ленинград. В сентябре 1941 года замкнулось кольцо вокруг Ленинграда, и началась блокада. Немецкие войска не сумели взять Ленинград осенью 1941 года, а в октябре—декабре потерпели поражение в крупном сражении под Тихвином. В январе 1942 года советские войска провели наступательную операцию в районе Демянска и Старой Руссы (Новгородская область). Незадолго до того у фон Лееба возникли разногласия с Гитлером: фон Лееб из-за опасности окружения II корпуса настаивал на отступлении, а Гитлер приказывал стоять на месте. В результате фон Лееб ушёл в отставку. 17 января 1942 года Группу армий «Север» возглавил Кюхлер. 18-я армия перешла под руководство Георга Линдемана. Помимо неё в Группу армий «Север» входила 16-я армия (командующий Эрнст Буш).
II корпус оказался в так называемом «демянском котле», и попавшие в окружение части долгое время снабжались только по воздуху. Одновременно попал в окружение немецкий гарнизон в Холме. Кюхлер не имел возможности вести наступательные действия, но при этом Группе армий «Север» удалось отбить попытки наступления Красной Армии, целью которых было снятие блокады Ленинграда. В марте Кюхлер сумел перейти к активным действиям. В апреле немецкие войска ударом одновременно снаружи и изнутри (Вальтер фон Зейдлиц-Курцбах) котла сумели создать коридор для выхода из окружения. В мае было прорвано и окружение Холма. Тогда же 18-я армия начала наступление, целью которого было отсечь и разгромить выдвинутую вперёд 2-ю Ударную армию генерала Власова. К концу июня 2-я Ударная армия была de facto уничтожена: из окружения вышло около 10 000 человек, судьба 27 139 человек осталась неизвестной, было захвачено 32 759 пленных, 649 орудий, 171 танк. В июле попал в плен и сам Власов. За этот успех 30 июня 1942 года Кюхлер был произведён в фельдмаршалы.
Начиная с осени 1942 года стратегическая инициатива на участке, на котором действовала Группа армий «Север», перешла к советским войскам. В январе 1943 года была проведена операция «Искра», результатом которой стало восстановление сообщения с Ленинградом. Поскольку ленинградское направление считалось наименее значимым, в течение 1943 года из подчинения Кюхлера были выведены (и переброшены на другие участки) 14 дивизий, включая обе танковые дивизии и 2 из 3 мотопехотных. В январе 1944 года советские войска нанесли тяжёлое поражение Группе армий «Север». Кюхлер был вынужден организовать генеральное отступление, несмотря на прямой запрет Гитлера. 31 января Кюхлер был снят с поста командующего Группой армий (его сменил Вальтер Модель) и больше не занимал постов в вермахте.

### После войны
30 декабря 1947 года Кюхлер предстал перед международным военным трибуналом в Нюрнберге вместе с несколькими высшими военными чинами вермахта (в том числе генерал-фельдмаршалами Вильгельмом фон Леебом и Гуго Шперле). Кюхлер обвинялся в ведении агрессивной войны, военных преступлениях и преступлениях против мирного населения. Он был оправдан по обвинению в ведении агрессивной войны (было признано, что военачальники исполняли приказы руководства страны) и признан виновным в совершении военных преступлений и преступлений против мирного населения. Кюхлер был приговорён к 25 годам заключения, но вышел на свободу уже через семь лет. В 1968 году он умер в своём доме в Гармиш-Партенкирхене.